# 环氧乙烯
环氧乙烯（或氧杂环丙烯）是一种杂环化合物，由二個形成雙鍵的碳原子和一個氧原子組成。它最初于2023年通过将甲醇和乙醛于5 K暴露于高能电子中获得，并通过光电离反射镜飞行时间质谱测试探测到。
在沃尔夫重排反应中，环氧乙烯可能以反应中间体或过渡态的形式短暫存在。